# Денис Родман
Денис Родман (на aнглийски: Dennis Rodman) е американски баскетболист.

## Биография
Роден е на 13 май 1961 г. Легенда на Чикаго Булс. Член е на Залата на славата на баскетбола. Известен е с прякорите „Глиста“ и „Денис Белята“. Играл е за отборите на Детройт Пистънс, Сан Антонио Спърс, Чикаго Булс, Лос Анджелис Лейкърс и Далас Маверикс. Шампион е на НБА 3 пъти с Чикаго Булс и 2 пъти с отбора на Детройт Пистънс. Два пъти най-добър защитник на годината в НБА. Седем поредни сезона най-добър борец в НБА. Два пъти участник в Мача на звездите в НБА. Потникът му с №10 завинаги е изваден от Детройт.
Популярен е с разноцветните си прически и скандалните си връзки с Мадона и Кармен Електра.